# Tenkozobec opačný
Tenkozobec opačný (Recurvirostra avosetta) je velký dlouhokřídlý pták z čeledi tenkozobcovitých rozšířený v Evropě a Asii. Je částečně tažný, většinou migruje do severní Afriky, jižní Evropy nebo jižní Asie, v některých zemích (Španělsku, Anglii aj.) s příznivějším klimatem je k vidění celoročně. V Česku pobývá od dubna do září.
Od čtyřicátých let jej nalezneme v logu britské Královské společnosti pro ochranu ptáků.

## Popis
- Délka těla: 43–48 cm
- Rozpětí křídel: cca 73 cm
- Hmotnost: 290–400 g

Tenkozobec opačný je štíhlý pták dorůstající velikosti vrány. V zimním šatě má převážně čistě bílé opeření s černým hřbetem, vrchní stranou hrdla a temenem hlavy. Charakteristickým znakem je dlouhý, tenký, nahoru zahnutý a černě zbarvený zobák a dlouhé namodralé až šedé končetiny. Obě pohlaví jsou zbarvena stejně, mládí ptáci mají pískovitě zbarvené opeření s šedými kresbami.

## Chování

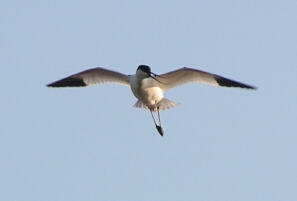
Tenkozobec opačný v letu

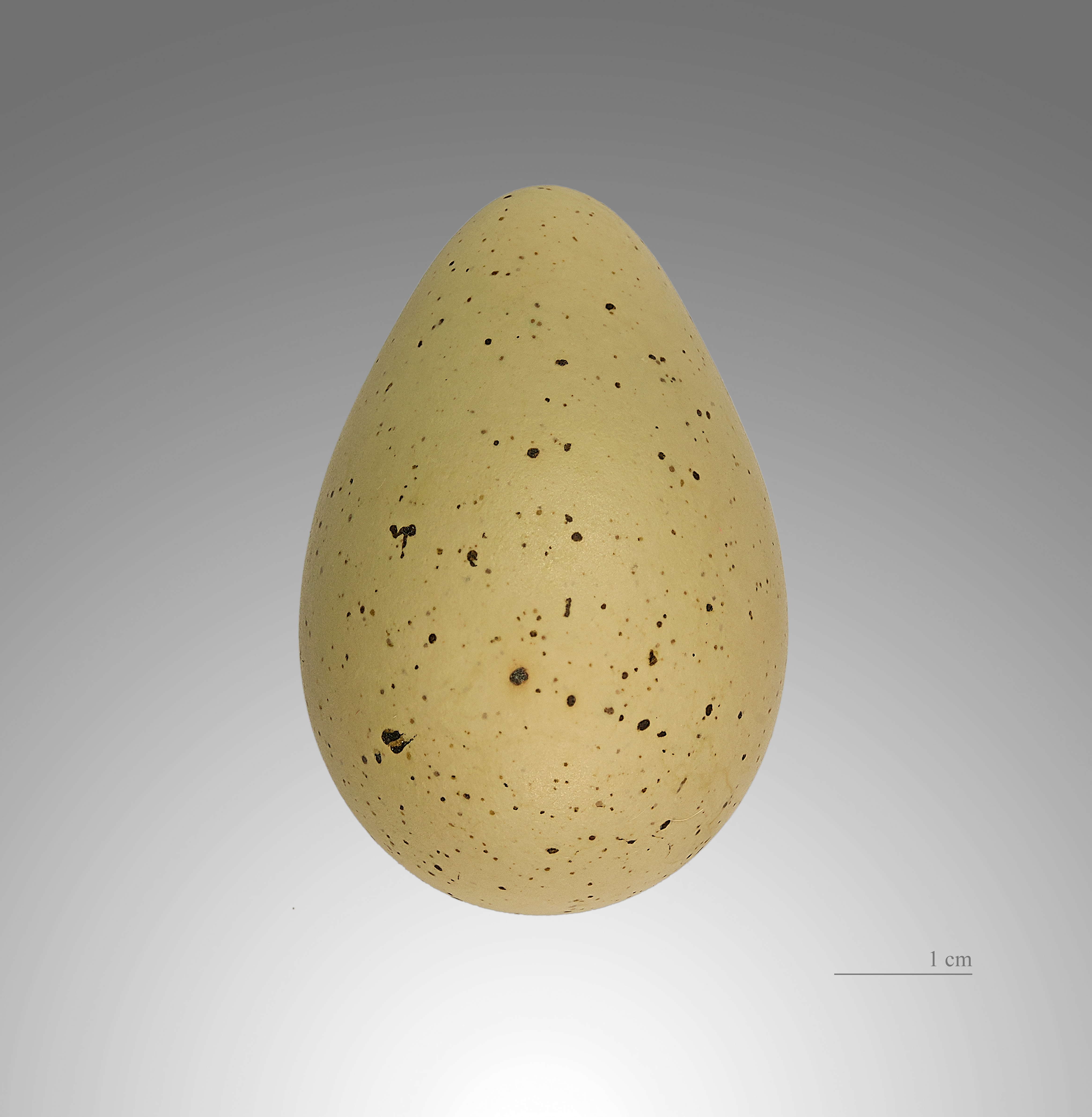
Recurvirostra avosetta

Tenkozobec opačný je obyvatelem mělkých stojatých vod, slaných jezer nebo mokřin s řídkým vegetačním porostem.
Při hledání potravy upřeně hledí do vody a při spatření kořisti pohybuje svým zahnutým zobákem z jedné strany na druhou. Jeho potravou se stávají drobní vodní korýši nebo měkkýši, občas loví i vodní hmyz nebo zachycuje rybí potěr. Nejčastěji se ozývá jasným melodickým „pluit pluit“.
I mimo období hnízdění jej můžeme často zahlédnout v hejnech jiných pobřežních ptáků, ve střední Evropě jde nejčastěji o hejna racků chechtavých. Má vysoce složitý svatební ceremoniál odehrávající se ve vodě. Hnízdí v menších koloniích, nejčastěji v mělčinách od května do června a ročně klade 3–4 vejce do mělkého důlku v zemi, většinou vystlaném krátkou rostlinnou vegetací. Na vejcích sedí oba rodiče po dobu 23–35 dní. Krátce po vylíhnutí jsou mláďata samostatná a vyrážejí na svou první výpravu za potravou. Jeden z rodičů je přitom bere do vody a učí plavat. Mláďata se naučí létat již ve věku 35–42 dnů, ale ještě stále zůstávají v blízkosti svých rodičů.

## Výskyt a stav v Česku
Do 50. let minulého století bylo několik hnízdících párů tenkozobců opačných zaznamenáno v jižních Čechách a na jižní Moravě. V současné době pravidelně hnízdí v Českobudějovické pánvi. V roce 2007 zahnízdily dva páry na částečně letněném rybníce Nesyt v NPR Lednické rybníky. Na stejné lokalitě zahnízdilo při dalším letnění (v roce 2012) devět až jedenáct párů, z toho devět v kolonii na ostrůvku vytvořeném snížením hladiny rybníka. Nejméně pět hnízdění přitom bylo úspěšných. Dle vyhlášky 395/1992 Sb. se v Česku jedná o kriticky ohrožený a přísně chráněný druh.
Platí pro něj Dohoda o ochraně africko-euroasijských stěhovavých vodních ptáků (AEWA).

## Chov v zoo
V Evropě je tento druh chován přibližně ve 120 zoo, z toho téměř v 50 německých zoo (stav srpen 2019). V Česku se jednalo se o tyto zoo:
- Zoo Brno
- Zoo Dvůr Králové
- Zoo Hluboká
- Zoopark Chomutov
- Zoo Ostrava
- Zoo Plzeň
- Zoo Praha
- Zoo Zlín

### Chov v Zoo Praha
Evidence chovu tohoto druhu v Zoo Praha není úplná. Je však jisté, že jej zoo vlastnila někdy v období prvních 25 let existence. Svého času byl tenkozobec opačný chovaný v pavilonu vodních ptáků (od 2003 pavilon Sečuán). Současný chov započal v roce 2010. Tehdy vznikl komplex voliér v rámci expozičního celku Ptačí mokřady. Tenkozobci jsou k vidění v tamní evropské voliéře. Ke konci roku 2018 bylo chováno osm samců a sedm samic. V červenci 2019 se vylíhlo 6 mláďat a v červenci 2020 dalších pět mláďat.